# Arizona Wing Civil Air Patrol
A Arizona Wing Civil Air Patrol (AZWG) é uma das 52 "alas" (50 estados, Porto Rico e Washington, D.C.) da "Civil Air Patrol" (a força auxiliar oficial da Força Aérea dos Estados Unidos) no Estado do Arizona. A sede da Arizona Wing está localizada em Glendale a 15 km da capital Phoenix. A Arizona Wing consiste em mais de 1.200 cadetes e membros adultos distribuídos em 20 locais espalhados por todo o Estado.
A ala do Arizona é membro da Região Sudoeste da CAP juntamente com as alas dos seguintes Estados: Arkansas, Louisiana, New Mexico, Oklahoma e Texas.

## Missão
A Civil Air Patrol tem três missões: fornecer serviços de emergência; oferecer programas de cadetes para jovens; e fornecer educação aeroespacial para membros da CAP e para o público em geral.
Em março de 2021, como parte da resposta da PAC no combate à pandemia COVID-19, os membros do Arizona Wing forneceram apoio em um ponto de distribuição da vacina.

## Serviços de emergência
A CAP fornece ativamente serviços de emergência, incluindo operações de busca e salvamento e gestão de emergência, bem como auxilia na prestação de ajuda humanitária.
A CAP também fornece apoio à Força Aérea por meio da realização de transporte leve, suporte de comunicações e levantamentos de rotas de baixa altitude. A Civil Air Patrol também pode oferecer apoio a missões de combate às drogas.

## Programas de cadetes
A CAP oferece programas de cadetes para jovens de 12 a 21 anos, que incluem educação aeroespacial, treinamento de liderança, preparo físico e liderança moral para cadetes.

## Educação Aeroespacial
A CAP oferece educação aeroespacial para membros do CAP e para o público em geral. Cumprir o componente de educação da missão geral da CAP inclui treinar seus membros, oferecer workshops para jovens em todo o país por meio de escolas e fornecer educação por meio de eventos públicos de aviação.

## Organização
[[Imagem:Training exercises.jpg|thumb|right|320px|{{Centro|Membros da Arizona Wing da CAP participam de um enorme treinamento chamado "Angel Thunder".]]
| Grupo              | Designação | Nome do Esquadrão                              | Localização                  |
| ------------------ | ---------- | ---------------------------------------------- | ---------------------------- |
| Southern Arizona   | AZ046      | Cochise Composite Squadron 107                 | Fort Huachuca                |
|                    | AZ106      | Neotoma Composite Squadron 109                 | Marana                       |
|                    | AZ334      | Davis-Monthan Composite Squadron 334 *         | Davis-Monthan Air Force Base |
|                    | AZ048      | William Rogers Memorial Squadron 104           | Tucson                       |
| Northern Arizona   | AZ227      | Cottonwood Cadet Squadron 212                  | Cottonwood                   |
|                    | AZ029      | Codetalker Bahe Ketchum Composite Squadron 211 | Shonto                       |
|                    | AZ0226     | Show Low Comoposite Squadron 210               | Show Low                     |
|                    | AZ056      | Dan Kenney Composite Squadron 201              | Flagstaff                    |
|                    | AZ102      | Payson Composite Squadron 209                  | Payson                       |
|                    | AZ083      | Prescott Composite Squadron 206                | Prescott                     |
|                    | AZ107      | Verde Valley Composite Squadron 205            | Sedona                       |
| East Phoenix Metro | AZ064      | Falcon Composite Squadron 305                  | Mesa                         |
|                    | AZ113      | Paradise Valley Cadet Squadron 310             | Scottsdale                   |
|                    | AZ075      | Scottsdale Senior Squadron 314                 | Scottsdale                   |
|                    | AZ226      | Show Low Composite Squadron 210                | Concho                       |
|                    | AZ022      | Sky Harbor Composite Squadron 301              | Phoenix                      |
|                    | AZ036      | Willie Composite Squadron 304                  | Mesa                         |
| West Phoenix Metro | AZ013      | Deer Valley Composite Squadron 302             | Phoenix                      |
|                    | AZ388      | Glendale Composite Squadron 388                | Glendale                     |
|                    | AZ112      | London Bridge Composite Squadron 501           | Lake Havasu City             |
|                    | AZ231      | Mohave Valley Composite Squadron 231           | Mohave Valley                |
|                    | AZ021      | Yuma Composite Squadron 508                    | Yuma                         |

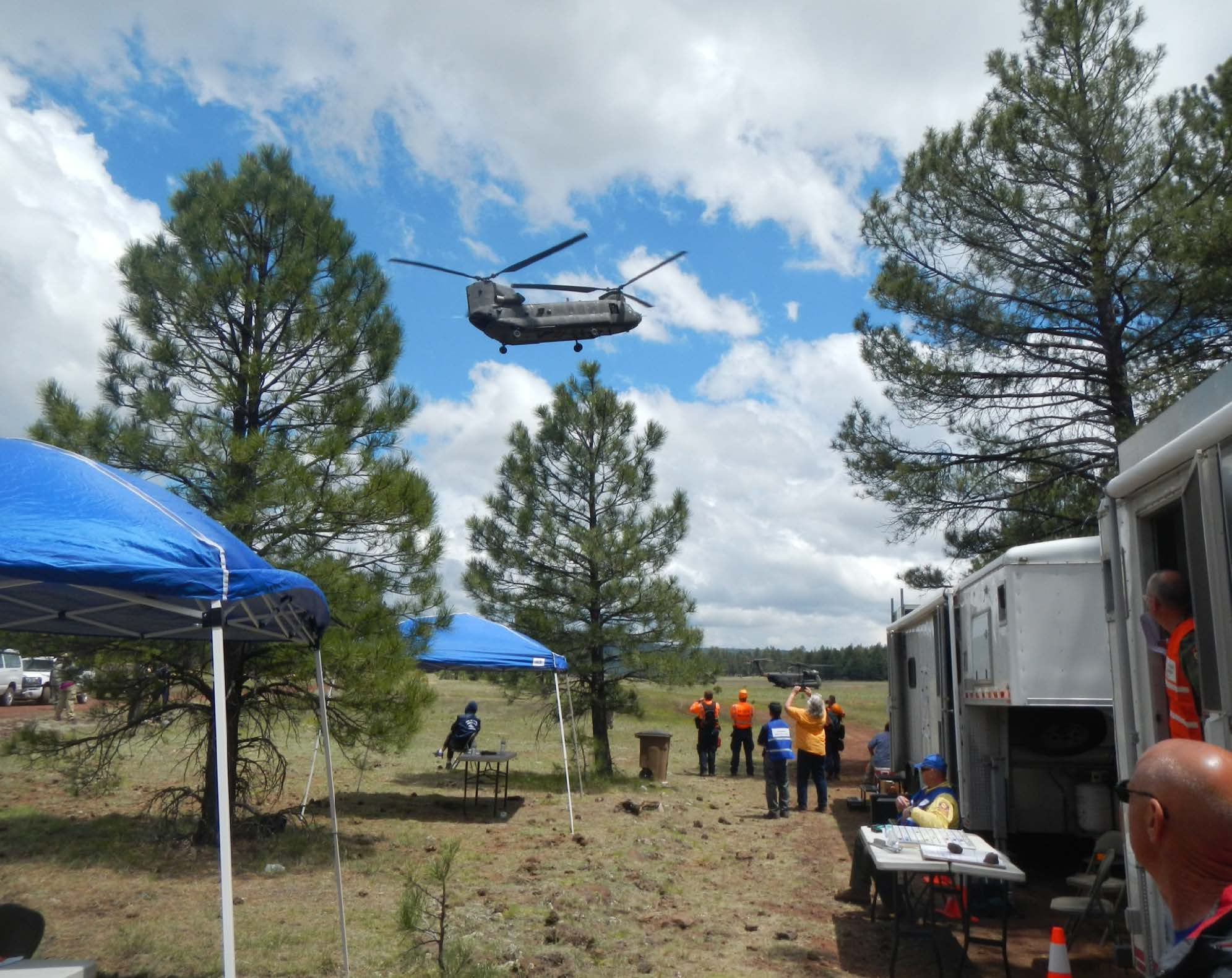
Centro|Membros da Arizona Wing da CAP participam de um enorme treinamento chamado "Angel Thunder".

* O "East Tucson Cadet Squadron" e o "Tucson Composite Squadron" se fundiram para formar o novo "Davis-Monthan Composite Squadron".